# Héctor Maseda Gutiérrez
Héctor Maseda Gutiérrez est président du Parti libéral-démocrate de Cuba et journaliste indépendant. Il appartient au groupe de 75 dissidents arrêtés lors du Printemps noir de Cuba en 2003.

## Biographie
Sa femme Laura Pollán est une membre des Dames en blanc.
En 2008, il est lauréat du Prix international de la liberté de la presse du Comité pour la protection des journalistes